# ستايسي كيبلر
ستايسي آن ماري كيبلر (بالإنجليزية: Stacy Keibler) (ولدت في 14 أكتوبر 1979) عارضة أزياء ومصارعة محترفة أمريكية.
عرفت على وجه التحديد لعملها في بطولة العالم للمصارعة، و اتحاد دبليو دبليو إي في فئة دبليو دبليو إي ديفا، شاركت في برنامج الرقص مع النجوم الموسم الثاني وأنهت المسابقة في المركز الثالث.

## نشأتها
ولدت ستايسي كيبلر في مدينة بالتيمور إحدى مدن ولاية ميريلاند الأمريكية، بدأت النجمة بالرقص وهي في سن الثالثة من عمرها، وفي سن السادسة بدأت مهنتها كعارضة أزياء.

## مسيرتها المهنية في المصارعة
Wcw (1999-2001)
بدأت كيبلر بمشاهدة المصارعة مع صديقتها في ذلك الوقت. كريس كمبرلاند، يمكن رؤيتها بين الجمهور في إحدى حلقات برنامج Nitro في عام 1997 وفي عرض الدفع مقابل المشاهدة Starrcade 1998 قبل مباراة اللقب التلفزيوني، وهي ترقص في قميص NWO Wolfpac. في سبتمبر 1999، دخلت كيبلر مسابقة وطنية أقامتها بطولة العالم للمصارعة للعثور على عضو جديد في فرقة الرقص Nitro Girls، والتي تم تنظيمها في محاولة لتعزيز تقييمات العرض المتدهورة. شارك في المسابقة ما مجموعه 300 امرأة: تم تحديد النتائج من خلال سلسلة من استطلاعات الرأي على موقع WCW الإلكتروني ، والتي قلصت المجال إلى ثمانية متأهلين للتصفيات النهائية. تم إعلان فوز كيبلر بالمسابقة في إصدار 8 نوفمبر 1999 من Nitro بعد حصوله على أكبر عدد من الأصوات عبر الإنترنت من بين المتأهلين للتصفيات النهائية الثمانية وحصل على مكان في فرقة الرقص بالإضافة إلى جائزة قدرها 10000 دولار. تمت مشاهدة روتين Winnina الخاص بها من قبل 4.4 مليون مشاهد.[51] كانت كيبلر تؤدي عروض رقص كل أسبوع في برنامج WCW الرائد Monday Nitro تحت اسم Skye.[51] بحلول عام 2000، كانت كيبلر تظهر في WCW كفتاة Nitro ، وتذهب إلى المدرسة بدوام كامل، وتهتف. لفريق بالتيمور رافينز
سرعان ما قبلت دورًا أكبر وأصبحت خادمًا كعبًا باستخدام اسم المسرح الانسه هانكوك (يتم تهجئته في بعض الأسابيع "Handcock") ، وعمل لفترة وجيزة كمساعد لفريق العلامات Lenny Lane و Lodi المدبلج بالمعايير والممارسات. 16] على الرغم من ارتداء بدلات العمل. وخلال هذه الفترة أيضًا بدأت في استخدام ما سيصبح المدخل الدائري لعلامتها التجارية: على ارتفاع 5 أقدام و11 بوصة. كانت الانسه كيبلر واحدة من عدد قليل من النساء في المصارعة المحترفة طويل القامة بما يكفي لتخطي منتصف الحبال الثلاثة التي تحيط بالحلبة.
خلال عام 2000، واعدت ديفيد فلير (سواء على الشاشة أو خارجها)، الذي كان متورطًا بالفعل في علاقة على الشاشة مع دافني. وضعت آنسه هانكوك عينيها على Flair وانتهى بها الأمر بسرقته بعيدًا عن Daffney واستمرت في تعذيب المرأة التي سرقت صديقها وكان الاثنان يتنازعان طوال صيف عام 2000. وقد أدى ذلك إلى ظهور Keibler لأول مرة في الحلبة في Bash at the الشاطئ في مباراة ثوب الزفاف، والتي خسرتها. بعد ذلك، دخل الانسه هانكوك في عداء لفترة وجيزة مع كيمبرلي بيج، لكن القصة انتهت فجأة عندما ترك بيج الشركة ، بدأ كيبلر وفلير بعد ذلك عداء مع فريق Misfits in Action، بما في ذلك مباراة فردية في مصارعة الطين ضد الرائد Gunns في New Blood Rising) خلال المباراة، تعرضت للركل في بطنها، وكشفت عن حملها في الليلة التالية، لتبدأ زاوية جديدة لنفسها ولفلير. هناك نهايتان مقترحتان للقصة هما إما أن يكون ريك فلير أو فينس روسو والد طفلها. ومع ذلك، انتهت الزاوية قبل الأوان، حيث كشفت أن الحمل كاذب، وانفصلت عن ديفيد فلير، وتم خلعها وتم اخراجها من التلفاز
عندما عادت ستايسي في عام 2001، أسقطت اسم الانسه هانكوك واستخدمت اسمها الحقيقي، في إصدار 12 مارس 2001 من Nitro، كشفت كيبلر عن شون ستاسياك على أنه "طفلها" وواصلت دورها كمديرة كعب. الوقوف إلى جانب ستاسياك. سيتنازع شون وستيسي مع بام بام بيجلو، حيث تستخدم ستايسي الشريرة تكتيكات مخادعة لمساعدة ستاسياك على الفوز بالمباراة الثانية.مباريات من سلسلة من 3، بما في ذلك المباراة النهائية إصدار Nitro بعد أسبوعين في 26 مارس
WWF/WWE (2001-2006,2011-2023)
الغزو (2001)
عندما تم شراء WCW من قبل اتحاد المصارعة العالمي (WWF) في عام 2001، تم شراء عقد Keibler's Time Warner من قبل WWF. ظهرت ستايسي لأول مرة على تلفزيون WWF في 14 يونيو 2001، حلقة مواجهة عنيفة! عندما أحضرها شين مكماهون إلى الحلبة لتشتيت انتباه رينو، مما تسبب في خسارة المباراة. بعد فترة وجيزة تحولت إلى شخصية كعب كجزء من التحالف. أظهرت ستايسي نفسها على أنها فتاة شريرة لها جانب سادي، حيث كانت تحب مشاهدة آلام الآخرين ومصائبهم، وكانت تستمتع بانتظام بالسخرية منهم من خلال الإشارة والضحك. لقد تعاونت في الأصل مع صديق حقيقي كان آنذاك كعبًا. توري ويلسون، والزوج في نزاع مع تريش ستراتوس وليتا. خلال هذا العداء، تنافس المصارعون الأربعة في أول مباراة على الإطلاق لفريق العلامات Bra and Panties Match في عرض الدفع مقابل المشاهدة Invasion، والتي فازت بها تريش وليتا
على ستايسي وويلسون. انتقلت هي وتوري إلى استهداف جاكلين وتم عرضهما خلف الكواليس وهما يستمتعان بمشاهدة جاكلين وهي تبكي بسبب إقصاء شادريك ماكجي من فيلم Tough Enough. ثم هزمت ستايسي وتوري جاكلين في مباراة إعاقة في Raw بمساعدة lvory. على الحرارة من قبل هاجمت سمرسلام وستايسي مع توري وإيفوري بوحشية ليتا خلف الكواليس بإصابة ركبتها ، بهدف منعها من المنافسة ضدهم في وقت لاحق من تلك الليلة. كان لدى ستايسي أيضًا لقاء قصير مع شون ستاسياك، وتحالف قصير مع تاز، حيث قاتلوا أمثال سبايك دودلي وتاجيري. وجدت ستايسي أنه من المسلي مدى قصر هؤلاء الرجال وأخبرت توري أن طولهم جعلهم رجالًا أقل حجمًا. بدأت توري في مواعدة تاجيري في هذا الوقت مما تسبب في بدء ستايسي الشريرة منافسة على الشاشة مع صديقتها السابقة. بدأ الخلاف بمبارتين مختلطتين شارك فيهما النساء وتضمن هجوم ستايسي التسلل على توري خلف الكواليس في حلقة من الخام.
دوقة دودليفيل (2001-2002)
مع اقتراب غزو WCW/ECW من نهايته. أصبح كيبلر مديرًا للكعب دودلي بويز. لقد ظهرت لأول مرة في هذا الدور في 1 أكتوبر 2001 حلقة من الخام، ولُقبت بـ "دوقة دودليفيل " خلال هذا الوقت، واصلت ستايسي إظهار جانبها السادي حيث كانت تستمتع كثيرًا بمشاهدة الإعجابات. من Torrie Wilson و Spike Dudley يتم دفعهما بعنف عبر الطاولات، واستمتعا بشكل خاص بكونهما الشخص الذي أعطى الأمر شخصيًا إلى Dudley Boyz لوضع Torrie من خلال الطاولة. لم تستطع ستايسي إخفاء فرحتها برؤية توري تعاني عند قدميها وضحكت على المنظر. بعد بضعة أيام في مواجهة عنيفة، شاهدت ستايسي بسعادة بينما قام دودلي بويز بإلقاء سبايك إلى خارج الحلبة ومن خلال طاولة، كما اعترف المعلق مايكل كول بمدى شر ستايسي ووصفها بـ "الشريرة". ستعود توري بعد أسبوعين للانتقام منها في عوض No Mercy. ظهرت كيبلر لأول مرة في WrestleMania عندما تم قصفها في WrestleMania X8 جنبًا إلى جنب مع The Dudleyz . نهاية مفاجئة أثناء عرض Raw بعد WrestleMania عندما تم قصفها من خلال الطاولة بعد أن كلفت الفريق عن طريق الخطأ. مباراة ثم قامت بتعيينها تكلف الفريق مباراة. ثم قامت بتعيينها مشاهد على بطولة WWE للسيدات في يوم القيامة، حيث واجهت تريش ستراتوس في محاولة خاسرة .123 واجهت ستراتوس عدة مرات أخرى في الأسابيع التالية، لكنها لم تفز أبدًا بأي مباراة
المساعد الشخصي للسيد McMahon (2002)
تمت صياغة كيبلر في الأصل إلى مواجهة عنيفة ! العلامة التجارية في عام 2002،24] حيث وضعت عشيةها على الفور على الرجل المسؤول ، رئيس WWE الخبيث،McMahon.كان مكمان مستعدًا لتوظيف امرأة جذابة. ونجحت ستايسي بي انتكون مساعد مكمان الشخصي، بالإضافة إلى عشيقته التي تظهر على الشاشة. لقد ظهرت في كثير من الأحيان وهي تغازله معه في الكواليس . خلال فترة وجودها بجانب الرئيس، كذبت قائلة إن الشاب الصاعد راندي أورتن قد فرض نفسه عليها، مما تسبب في معاقبة أورتن بمباراة ضد اللئيم. المخضرم المتشددين هولي. وبعد بضعة أسابيع جلست في الصف الأول في الحلبة واستمتعت بمشاهدة الصاعد أورتن وهو يتعرض للضرب مرة أخرى، هذه المرة بواسطة تيست . كان لديها أيضًا وجهة نظر شخصية في الصف الأول في الحلبة عندما تعرض Triple H لكمين في مباراة 6 ضد 1 من قبل بعض أتباع McMahon. نظرت ستايسي السادية وابتسمت بسرور بينما تعرض تريبل إتش للضرب والدماء في الهجوم. واصلت أيضًا تنافسها مع توري ويلسون خلال هذه الفترة الزمنية، وحاولت أيضًا طرد توري من المسرح في إحدى حلقات مواجهة عنيفة ! لكن الحكم أنقذ توري في الوقت المناسب وأوقف خطة ستايسي الشريرة من النجاح وقتها. انتهى وقتها مع McMahon عندما أصبحت ستيفاني McMahon المدير العام لـ SmackDown! ] ظهرت داون ماري لأول مرة في سماكدوون! كما هو قانوني McMahon المساعد الذي تنافس مع كيبلر على عواطف McMahon
الانتقال إلى الخام والتحالف مع تيست (2002-2003)
حدثت قصة رئيسية لشخصية كيبلر التي تظهر على الشاشة عندما غادرت مواجهة عنيفة! للخام . ظهرت كيبلر لأول مرة رسميًا في عرض الرو في 12 أغسطس 2002، وبدأت على الفور في الخلاف مع النساء هناك. تم منحها دور الحكم الخاص في عدة مناسبات واستخدمتها كفرص لإساءة استخدام سلطتها. كانت ستايسي تحب العد بسرعة عندما كانت زميلاتها من الفتيات السيئات يقمن بمحاولات التثبيت وكانوا يعدون ببطء من أجل المفضلة لدى المعجبين. في دور آخر كحكم خاص، تم تعيين آنسه ستايسي مسؤولاً عن مباراة بين تيست وديلو براون. في بداية المباراة ، صفعة الانسة ستايسي ديلو على وجهه وأعاق محاولاته للفوز بالمباراة بالتهم البطيئة. بعد أن تجادل ديلو مع ستايسي حول تصرفاتها ، ثما قام تيست بي ضربه، والذي استمتعت ستايسي بمشاهدته تمامًا. ثم قامت بالعد سريعًا لمساعدة تيست على الفوز بالمباراة. سيبدأ هذا الاقتران على الشاشة بينها وبين الاختبار الذي سيستمر للفترة المتبقية من عام 2002 ومعظم عام 2003. لقد استمتعت بمشاهدته وهو يمزق مفضلات المعجبين، مثل البطل الخارق إعصار وستستخدم أيضًا مكرها لمساعدته على الفوز بالمباريات. مثل عندما قامت الانسه ستايسي بصفع الحكم و ضرب غولدست تحت الحزام. لقد جاءت بصفتها وكيلة التسويق التي تظهر على الشاشة في Test توصل إلى فكرة أن تيست يجب أن يطلق على معجبيه اسم "الخصيتين"، ويقص شعره، ويعيد تشكيل صورته (26 (27) مما أدى إلى أن تصبح وسيلة التحايل شائعة لدى الجمهور وتحول الزوجان من كونهما أشرارًا إلى مفضلين لدى المعجبين في نوفمبر 2002. ستكون المرة الأولى لستايسي كشخصية محبوبة في WWE .
في ربيع عام 2003، أصبح تيست يسيء لفظيًا إلى كيبلر، الذي بدأ أيضًا في إدارة سكوت ستاينر، بعد أشهر من التراكم، غادر كيبلر أخيرًا تيست لصالح ستاينر في يونيو الإصدار الثاني من راو [28] هزم ستاينر تيست مقابل خدمات كيبلر في عرض باد بلود، وبدا كيبلر سعيدًا بصفته مديرًا جديدًا لستاينر ، حيث ألمح الاثنان إلى وجود أكثر من علاقة احترافية. ومع ذلك، استمر تيست في مضايقة كيبلر وستاينر. حتى قبل شتاينر إعادة المباراة مع خدمات ستايسي على الخط. في حلقة 18 أغسطس من راو، فاز تيست بالمباراة بعد تزوير إصابة في ساقه ثم ضرب ستاينر بحذاء كبير بعد فوزه بالاختبار، لن يحتفظ بخدمات كيبلر فحسب، بل سيحصل على خدمات ستاينر أيضًا. أثناء المباراة، أدى تدخل كيبلر إلى نتائج عكسية، وفاز تيست بالمباراة. ثم تغلب ستاينر على كيبلر بمهاجمته بعد تدخلها في مباراته في حلقة 29 سبتمبر من الرو، مما أدى إلى نتائج عكسية. لبعض.
قصص مخالفه (2003-2005)
تم اختيار Keibler لتسجيل مسار في الألبوم WWE Originals. سجلت هي ومنتج موسيقى WWE جيم جونستون أغنية "لماذا لا يمكننا الرقص فقط؟" للألبوم.،331 ثم تم وضعها في نزاع بين توري ويلسون ثم المحبوب ، سابل، وكلاهما قد ظهر مؤخرًا على غلاف بلاي بوي. تحالف كيبلر مع الآنسة جاكي، ولم يتقدم أي منهما للمجلة، مدعيًا أنهما يستحقان أن يكونا في بلاي بوي على سابل وويلسون. تحدى كيبلر وجاكي سابل وويلسون في مباراة ثوب مسائي لفريق Tag Team في WrestleMania XX، والتي خسروها عندما قام ويلسون بتثبيت جاكي، وتم إسقاط الخلاف بعد ذلك. قبل إسقاط الخلاف ، كان جميع فناني الأداء يلعبون شخصيات.
تولت إدارة Raw Diva Search لعام 2004 لبضعة أسابيع، مما أدى إلى عدة مباريات ضد حيل الكعب لـ Gail Kim و Trish Stratus و Molly Holly ومع شركاء Nidia ووسيلة التحايل على الوجه لـ Victoria. حقق كيبلر انتصارات مزعجة على كيم وستراتوس وهولي. حصلت على لقب بطولة السيدات في 11 أكتوبر 2004، لكنها هُزمت على يد ستراتوس، الذي احتفظ باللقب،[351] كما تنافست كيبلر في أول معركة Fulfill your Fantasy Diva Battle Royal على الإطلاق لبطولة WWE للسيدات في Taboo Tuesday. جنبًا إلى جنب مع فيكتوريا، ونيديا، وجيل كيم، ومولي هولي، وجاز، والبطلة آنذاك ستراتوس (34). تم إقصائها من المركز الثاني إلى الأخير بعد القفز فوق الحبل العلوي لتجنب الاصطدام بوصلة المقطورة، تليها هولي بإخراجها من المئزر للتخلص. في فبراير 2005، بدأ كيبلر في الظهور في مقاطع خلف الكواليس مع راندي أورتن، الذي كان حينها محبوبًا، وأصبحت في النهاية صديقته التي تظهر على الشاشة. عندما تحدى أورتن أندرتيكر في مباراة في ريستليمانيا 21، أنهى أورتن العلاقة بضرب ستايسي بضربة قوية. RKO. لقد برر ذلك بالادعاء بأنه كان يوضح مدى قسوته من أجل هزيمة أندرتيكر .
سوبر ستايسي (2005-2006)
ثم انضمت كيبلر إلى The Hurricane وRosey .18 وأصبحت ثلث الثلاثي كصديقة خارقة تُلقب بـ Super Stacy، مكتملة بزي البطل الخارق الخاص بها. لقد كانت في الصف الأول في الحلبة خلال عدة مباريات حيث دافعوا عن بطولة العالم للفرق. خلال هذا الوقت، دخل كيبلر في عداء على الشاشة مع فيكتوريا، بما في ذلك المواجهات ومباراة الفرق المختلطة في راو وفردي
بعد فترة طويلة في ليالي الاثنين، تم نقل كيبلر وكريستي هيمي إلى مواجهة عنيفة! في Auqust 25، كجزء من التجارة التي جلبت Torrie Wilson و Candice Michelle إلى Raw 391 On SmackDown! شارك كيبلر في مباريات ومسابقات البكيني. وبعد غياب قصير، بدأ كيبلر عداء قصير مع جيليان هول ، مما أدى إلى وجود مباراة بين الاثنين في فيلوسيتي، والتي خسرها كيبلر. ستكون هذه المباراة النهائية لكيبلر مع WWE،[ 401. ثم طلب كيبلر إجازة للظهور في برنامج "الرقص مع النجوم"، خلال هذا الوقت، تم نقل ملف تعريف Keibler على WWE.com من SmackDown! إلى RAW، على الرغم من أنها لم تظهر أبدًا على العلامة التجارية قبل مغادرة الشركة. آخر ذكر لكيبلر في برامج WWE حدث في 6 مارس 2006، حلقة RAW، حيث تعرضت للإهانة من قبل كانديس ميشيل لحصولها على المركز الثالث في برنامج Dancing with the Stars أثناء إزاحة ميشيل النقاب عن رجل Playboy الخاص بها. بعد الانتهاء من مهمتها في برنامج الرقص مع النجوم ، انفصلت كيبلر رسميًا عن WWE في يوليو 2006 للانتقال إلى مساعي أخرى.
ظهورات متفرقة وتعريف قاعة المشاهير في عام(2011-2019-2023) بعد مغادرة WWE في يوليو 2006. ظهرت كيبلر كضيفة خاصة في برنامج WWE الواقعي Tough Enough في عام 2011. كونها مشجعة سابقة في اتحاد كرة القدم الأميركي، ساعدت في إعداد المتسابقين للأداء العلني في Universal Studios.
في 6 أبريل 2019، عاد كيبلر بشكل مفاجئ ليضيف توري ويلسون إلى قاعة مشاهير WWE. في عام 2021، أدرجت شبكة WWE كيبلر كواحدة من النساء اللاتي أحدثن تأثيرًا في WWE خارج الحلبة. تم تجنيدها من قبل كل من ميك فولي وتوري ويلسون في الحفل الرسمي قبل ظهور ريستليمانيا 39 مع زملائها المجندين على المسرح خلال الليلة

## مسيرتها المهنية
وبعدها ظهرت في العديد من الإعلانات الشهيرة قبل بلوغها العاشرة من عمرها، كما شاركت النجمة في مسابقة Dancing with the Stars ووصلت إلى النهائيات.
وظهرت النجمة في العديد من المسلسلات التليفزيونية الشهيرة أمثال مسلسل ماذا عن براين ، مسلسل جورج لوبيز غيرها من .

## روابط خارجية
- ستايسي كيبلر على موقع قاعدة بيانات الكرة الطائرة الشاطئية (الإنجليزية)
- ستايسي كيبلر على موقع دبليو دبليو إي (الإنجليزية)
- ستايسي كيبلر على موقع CageMatch worker (الإنجليزية)
- ستايسي كيبلر على موقع قاعدة بيانات المصارعة على الإنترنت (الإنجليزية)
- ستايسي كيبلر على موقع عالم المصارعة على الإنترنت (الإنجليزية)
- ستايسي كيبلر على موقع عالم المصارعة على الإنترنت (الإنجليزية)
- صفحة Stacy Keibler على دبليو دبليو إي.كوم
- Stacy Keibler Profile and latest news at Sportskeeda
- Stacy Keibler  على فيسبوك.
- ستايسي كيبلر على موقع IMDb (الإنجليزية)
- ستايسي كيبلر على موقع ألو سيني (الفرنسية)
- ستايسي كيبلر على موقع ميوزك برينز (الإنجليزية)
- ستايسي كيبلر على موقع أول موفي (الإنجليزية)
- ستايسي كيبلر على موقع إن إن دي بي (الإنجليزية)
- ستايسي كيبلر على موقع ديسكوغز (الإنجليزية)
- ستايسي كيبلر على موقع قاعدة بيانات الفيلم (الإنجليزية)
- ستايسي كيبلر على موقع كينوبويسك (الروسية)